# 库木西力克乡
库木西力克乡，是中华人民共和国新疆维吾尔自治区喀什地区疏勒县下辖的一个乡镇级行政单位。

## 行政区划
库木西力克乡下辖以下地区：
色日克阿塔木一村、再艾日克二村、喀结克三村、拍先拜巴扎四村、喀拉墩五村、贝希塔木六村、阿亚克浪喀勒克七村、尤喀克浪喀勒克八村、吾其九村、亚克什拉克十村、拍昆霍伊拉十一村、托万昆十二村、麦盖提十三村、库干十四村、库木西力克十五村、克孜勒尤勒滚十六村、托万艾日克十七村、吉勒尕十八村、帕合特勒克十九村、明勒克二十村和莫达依二十一村。